# Saïd Djellab
Saïd Djellab (en arabe : سعيد جلاب), né le 4 mai 1964 à Aïn Témouchent, est un homme politique et ingénieur d'État en économie agricole algérien.

## Biographie

### Carrière
- Directeur adjoint de la coopération internationale au ministère de l'Agriculture.
- Directeur central de la régulation du commerce international.
- Gestionnaire central chargé du suivi et de l'évaluation des accords de libre-échange.
- Directeur général du commerce international au ministère du Commerce.
- Négociateur en chef pour la création de la zone de libre-échange du continent africain.
- Membre du groupe de négociation de l'accord d'association avec l'Union européenne.
- Membre du groupe de négociation pour l'adhésion de l'Algérie à l'Organisation mondiale du commerce.
- Ministre du Commerce du 4 avril 2018 au 2 janvier 2020.